# George Robert Gray
George Robert Gray (n. 8 iulie 1808, Londra, Regatul Unit al Marii Britanii și Irlandei – d. 6 mai 1872, Londra, Regatul Unit al Marii Britanii și Irlandei), a fost un zoolog englez, autor a numeroase lucrări științifice de referință, care a condus departamentul de ornitologie de la British Museum din Londra timp de 41 de ani.

## Viața

### Familia
George Robert Gray a crescut într-un mediu familial favorabil dezvoltării interesului său științific. Tatăl său, Samuel Frederick Gray (1766-1828), a fost un reputat farmacolog și botanist al epocii sale. Fratele său mai mare, John Edward Gray (1800-1875), a fost un reputat zoolog britanic. 

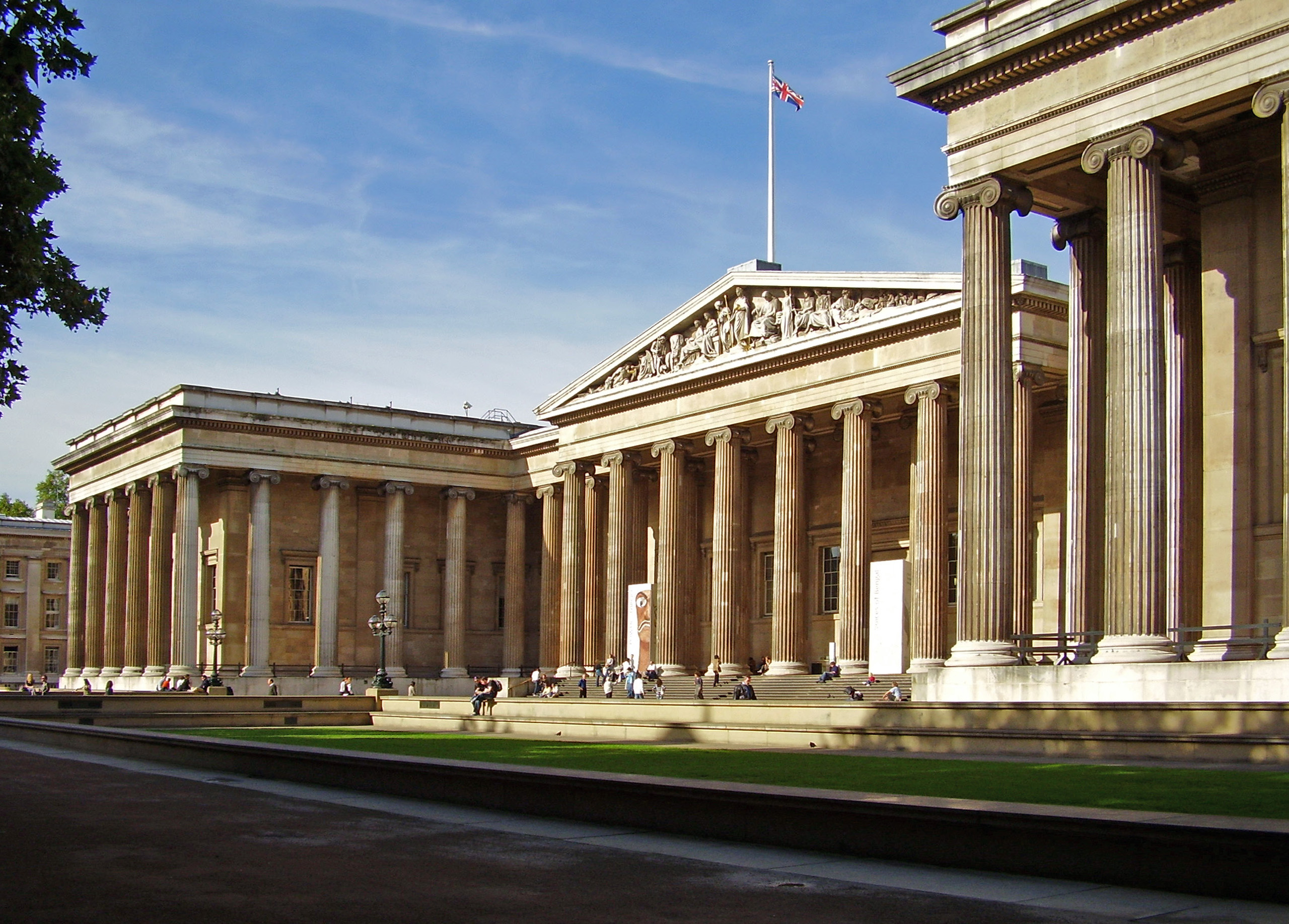
British Museum, unde George Robert Gray a condus Departamentul de Ornitologie timp de 41 de ani

### Activitatea științifică
Grey și-a început cariera la British Museum în 1831, ocupând postul de asistent-conservator la secția de zoologie a muzeului. Aici și-a început activitatea științifică, realizând cataloage de insecte. În 1833 publică prima sa lucrare științifică, Entomology of Australia, și colaborează la secțiunea de entomologie a ediției în limba engleză a lucrării Règne animal de Georges Cuvier (1769-1832). Descrie multe specii de lepidoptere.
În 1833 devine unul din membrii fondatori ai societății științifice care avea să devină The Royal Entomological Society of London (Societatea Regală de Entomologie din Londra).
Între 1844-1849, George Gray publică cea mai importantă lucrare a sa, Genera of Birds, cu ilustrații de David William Mitchell (1813-1859) și Joseph Wolf (1820-1899), care cuprinde 46.000 de referințe. Această lucrare a fost multă vreme una din operele de bază în ornitologie.
Între anii 1846 și 1875 îi apare Zoology of the Voyage of HMS Erebus & HMS Terror, Birds of New Zealand. Ultima parte a lucrării a fost finalizată după moartea lui Gray, survenită în 1872, de către zoologul englez Richard Bowdler Sharpe (1847-1909).
Ca zoolog, Gray și-a desfășurat cea mai mare parte a activității în cadrul muzeului și nu a avut aproape deloc experiență de teren. 

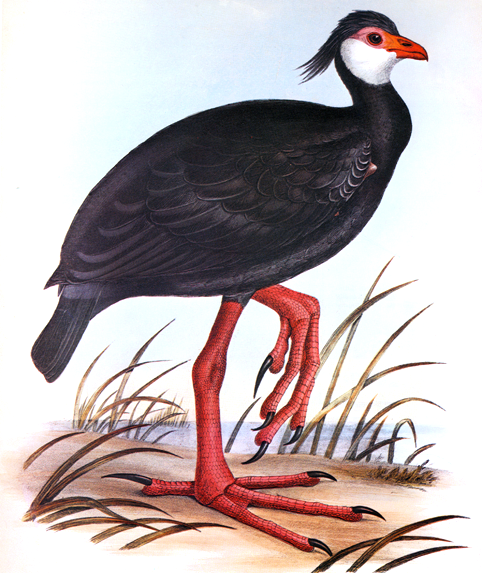
Chauna sp. din America de Sud, planșă din lucrarea Genera of Birds, de G.R. Gray

## Opere
- 1833: The Entomology of Australia.
- 1840: List of the genera of birds.
- 1842: Nomenclator Zoologicus, în colaborare cu Louis Jean Rudolphe Agassiz și C.L. Bonaparte.
- 1844–1849: Genera of Birds, cu ilustrații de David William Mitchell și Joseph Wolf.
- 1846: Descriptions and Figures of some new Lepidopterous Insects chiefly from Nepal.
- 1846-1875: The Zoology of the Voyage of HMS Erebus & HMS Terror. Birds of New Zealand. (împreună cu Richard Bowdler Sharpe).
- 1869-1872: Handlist of the genera and species of birds.
- 1871: A fasciculus of the Birds of China.

## Afilieri
- Membru al Societății Regale de Entomologie din Londra
- Membru al Societății de Entomologie din Franța[7]

## Abreviere
În taxonomie, abrevierea Gray se folosește pentru a îl indica pe George Robert Gray ca autoritate în descrierea și clasificarea științifică zoologică.